# Saint-Martin-d'Estréaux
Pour les articles homonymes, voir Saint-Martin.
Saint-Martin-d'Estréaux est une commune française située dans le département de la Loire en région Auvergne-Rhône-Alpes.

## Géographie

### Climat
Pour des articles plus généraux, voir Climat d'Auvergne-Rhône-Alpes et Climat de la Loire.
En 2010, le climat de la commune est de type climat océanique dégradé des plaines du Centre et du Nord, selon une étude du Centre national de la recherche scientifique s'appuyant sur une série de données couvrant la période 1971-2000. En 2020, Météo-France publie une typologie des climats de la France métropolitaine dans laquelle la commune est dans une zone de transition entre le climat océanique altéré et le climat de montagne ou de marges de montagne et est dans la région climatique Centre et contreforts nord du Massif Central, caractérisée par un air sec en été et un bon ensoleillement.
Pour la période 1971-2000, la température annuelle moyenne est de 10,8 °C, avec une amplitude thermique annuelle de 16,2 °C. Le cumul annuel moyen de précipitations est de 937 mm, avec 11,3 jours de précipitations en janvier et 7,6 jours en juillet. Pour la période 1991-2020, la température moyenne annuelle observée sur la station météorologique de Météo-France la plus proche, « Arfeuilles », sur la commune d'Arfeuilles à 8 km à vol d'oiseau, est de 11,2 °C et le cumul annuel moyen de précipitations est de 951,6 mm,. Pour l'avenir, les paramètres climatiques de la commune estimés pour 2050 selon différents scénarios d'émission de gaz à effet de serre sont consultables sur un site dédié publié par Météo-France en novembre 2022.

## Urbanisme

### Typologie
Au 1er janvier 2024, Saint-Martin-d'Estréaux est catégorisée commune rurale à habitat dispersé, selon la nouvelle grille communale de densité à sept niveaux définie par l'Insee en 2022.
Elle est située hors unité urbaine. Par ailleurs la commune fait partie de l'aire d'attraction de Roanne, dont elle est une commune de la couronne,. Cette aire, qui regroupe 88 communes, est catégorisée dans les aires de 50 000 à moins de 200 000 habitants,.

### Occupation des sols
L'occupation des sols de la commune, telle qu'elle ressort de la base de données européenne d’occupation biophysique des sols Corine Land Cover (CLC), est marquée par l'importance des territoires agricoles (87,1 % en 2018), en diminution par rapport à 1990 (87,9 %). La répartition détaillée en 2018 est la suivante : 
prairies (74,4 %), zones agricoles hétérogènes (10,8 %), forêts (9,7 %), zones urbanisées (3,2 %), terres arables (1,9 %), zones industrielles ou commerciales et réseaux de communication (0,1 %). L'évolution de l’occupation des sols de la commune et de ses infrastructures peut être observée sur les différentes représentations cartographiques du territoire : la carte de Cassini (XVIIIe siècle), la carte d'état-major (1820-1866) et les cartes ou photos aériennes de l'IGN pour la période actuelle (1950 à aujourd'hui).

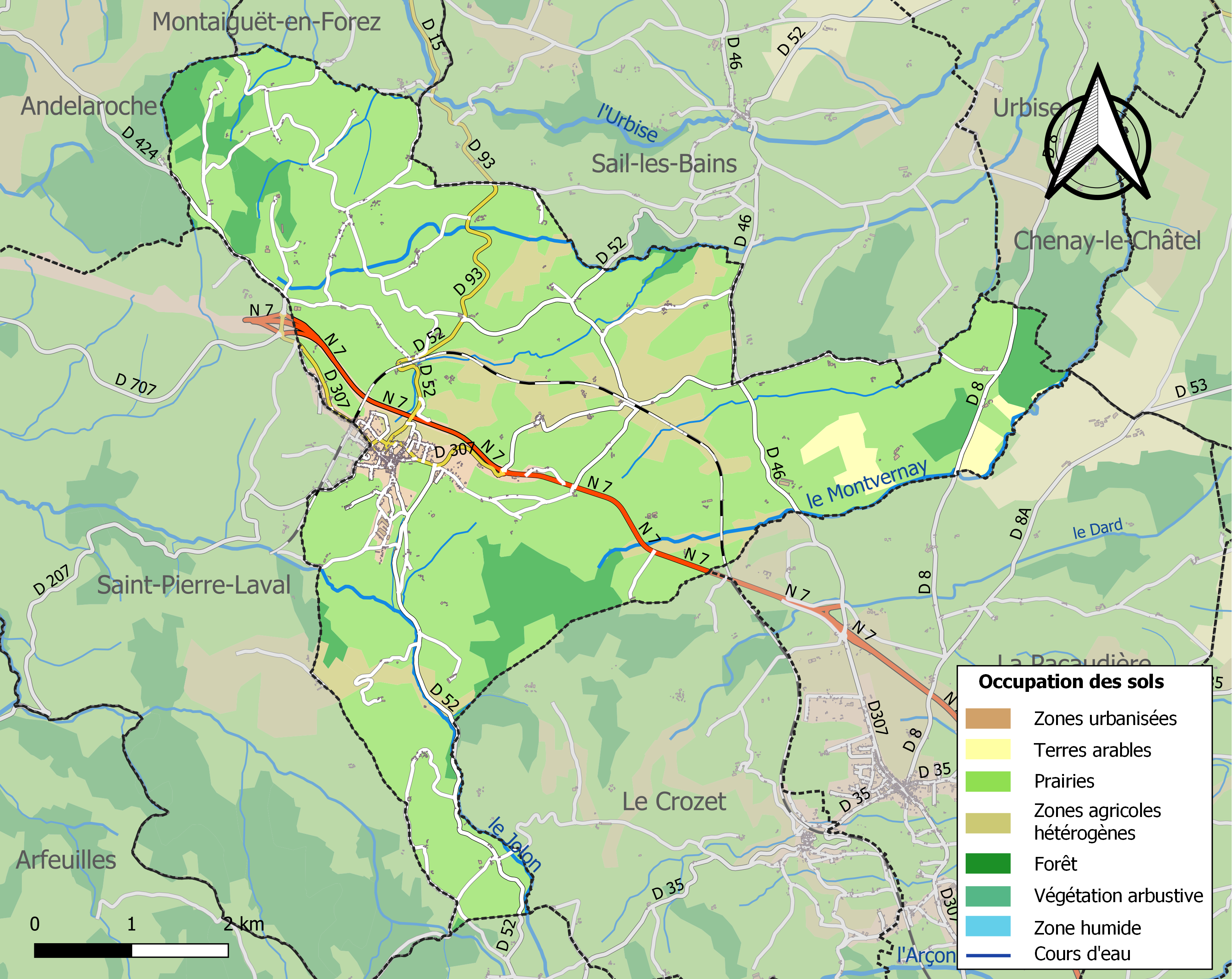
Carte des infrastructures et de l'occupation des sols de la commune en 2018 (CLC).

## Histoire
La commune a été appelée Jars-la-Montagne pendant la Révolution.
Depuis le 1er janvier 2013, la communauté de communes du Pays de la Pacaudière dont faisait partie la commune s'est intégrée à la communauté d'agglomération Roannais Agglomération.

## Politique et administration
Liste des anciens maires de Saint-Martin-d'Estréaux :
Année d’élection / Maires adjoints Évènements marquants
1790 Mr DONIOL
1792 Laurent LEPINE
1822 Mr DACHEZ / Jean-Marie LEPINE
1826 Mr PERISSE / Jean-Marie LEPINE
1830 Mr PERISSE / Mr DONIOL
1832 Mr ALIX / ?
1836 Mr DE RONCHEROLLES / Mr FIALIN
1838 Mr DE RONCHEROLLES / Mr PERRET
Malgré les injonctions de la sous- préfecture le conseil refuse de transférer le cimetière.
Le sous-préfet fait interdire le cimetière près de l’église.
1839 Mr BARRET /  Mr FIALIN
1843 Mr MEYNIS DE PAULIN
1846 Mr MEYNIS DE PAULIN / Mr DUBESSY
1848 Mr MEYNIS DE PAULIN / Mr DONNIOL
1850 Mr ALIX /  Mr FOURNIER
1855 Jean- Marie PERISSE / Mr FOURNIER
1854 et 1857: Ordre de créer un nouveau cimetière
1860 Jean- Marie PERISSE / Mr FOURNIER
Déchus de leur fonction à la proclamation de la République le 4 septembre 1870
1865 Jean- Marie PERISSE  / Mr BENASSY
1870 Louis LEPINE /  Mr BARET
1874 Mr MATHIEU /  Mr ROUSSET
1875: Acquisition d’un terrain pour le nouveau cimetière
1876 Mr BARET / Mr JUILLET
1878 Mr BARET / Mr Germain REURE (père de François René de 1959 à 1964)
1879: Construction d’une école avec deux classes
1881 Mr BARET /  Mr GONDO
1882: Construction d’une troisième classe, l’école compte 135 élèves
1885: Destruction de l’ancien cimetière
1888 Mr BARET / Mr JUILLET
1892 Mr BARET /  Mr FAVIER
1896 Mr BARET /  Mr FAVIER
1898 Mr FAVIER  / Claude MONTET
1900 Mr FAVIER  / Claude MONTET
1904 Mr FAVIER  / Jacques VIZIER
1907 Pierre MONOT (Rad.) / Jacques VIZIER
Construction de l’école de filles
1909 à 1912 Premiers égouts
1914 Agrandissement du cimetière
1919 Décision de construire un monument aux morts.
1929 Pierre MONOT (Rad.) / Mr SERVAGENT Mr VERNISSE
1931 Mr BONNEFOY /  Mr SERVAGENT
1932 Agrandissement du cimetière
1935 Mr BONNEFOY /  Mr SERVAGENT Mr VERNISSE
1941/1944 Mr BONNEFOY  /  Mr SERVAGENT Mr VERNISSE
Dissolution du conseil municipal par le ministre de l’intérieur et nomination d’une délégation spéciale, dissoute le 25 août 1944 par ordre de M. VIAL représentant le comité de résistance, retour de l’ancien conseil
1947 : Inauguration de tableau des morts de 39-45
1949 : Adhésion au syndicat des eaux de la Teyssonne
Construction de la cantine
1950 Gilbert BONNEFOY
1959 à 1964 : Mr François René REURE /  Dr Maurice CRESSOLE
Emile FAVIER
1961-62 Aménagements: du terrain de sport, réseau
d’égout, HLM Belle Campagne
1964 Dr Maurice CRESSOLE / Emile FAVIER Pierre DEVAUX
1965 Dr Maurice
CRESSOLE /  Emile Favier Mr ROCHETTE
1966: Achèvement du terrain de sport
1968: Création de la station d’épuration, achat d’un terrain à Mr Maridet pour second HLM.
1971 Dr Maurice CRESSOLE /  Mr DAVID Pierre DEVAUX
Achat de l’usine Cognet pour y aménager la mairie et la Poste
1977 Pierre DEVAUX /  Miquette COGNET Henri PAIRE
1981: Création de la classe maternelle; aménagement du bourg : rue du commerce et place
1983 Pierre DEVAUX /  Benoît GRAND Henri PAIRE
1983 Réfection du réseau d’égouts nord
Création de la rue Belle Campagne
Réseau d’égouts sud avec lagunage, tennis, 2° terrain de sport, vestiaires et lotissement.
1995 Henry PAIRE
Lotissement, déviation RN7 et requalification du bourg.
| Période                                  | Période   | Identité          | Étiquette | Qualité |
| ---------------------------------------- | --------- | ----------------- | --------- | --- |
| Les données manquantes sont à compléter. |           |                   |           | |
| 1922                                     | 1922      | Pierre Monot      | Rad.      | Conseiller général du canton de La Pacaudière (1904-1931) Maire à l'origine du Monument aux morts pacifiste |
| 1950                                     |           | Gilbert Bonnefoy  |           | Médaillé militaire, Croix de guerre                                                                         |
| 1968                                     |           | Maurice Leressole |           | |
| 1995                                     | mars 2008 | Henry Paire       | DVD       | |
| mars 2008                                | En cours  | Christine Aranéo  |           | |

## Population et société

### Démographie
L'évolution du nombre d'habitants est connue à travers les recensements de la population effectués dans la commune depuis 1793. Pour les communes de moins de 10 000 habitants, une enquête de recensement portant sur toute la population est réalisée tous les cinq ans, les populations de référence des années intermédiaires étant quant à elles estimées par interpolation ou extrapolation. Pour la commune, le premier recensement exhaustif entrant dans le cadre du nouveau dispositif a été réalisé en 2006.

En 2022, la commune comptait 850 habitants, en évolution de +0,24 % par rapport à 2016 (Loire : +1,32 %, France hors Mayotte : +2,11 %).
| 1793  | 1800  | 1806  | 1821  | 1831  | 1836  | 1841  | 1846  | 1851  |
| ----- | ----- | ----- | ----- | ----- | ----- | ----- | ----- | ----- |
| 2 400 | 1 231 | 1 310 | 1 420 | 1 567 | 1 523 | 1 456 | 1 564 | 1 502 |

| 1856  | 1861  | 1866  | 1872  | 1876  | 1881  | 1886  | 1891  | 1896  |
| ----- | ----- | ----- | ----- | ----- | ----- | ----- | ----- | ----- |
| 2 008 | 1 645 | 1 698 | 1 753 | 1 793 | 1 766 | 1 725 | 1 742 | 1 797 |

| 1901  | 1906  | 1911  | 1921  | 1926  | 1931  | 1936  | 1946  | 1954  |
| ----- | ----- | ----- | ----- | ----- | ----- | ----- | ----- | ----- |
| 1 733 | 1 705 | 1 648 | 1 410 | 1 375 | 1 405 | 1 376 | 1 312 | 1 213 |

| 1962  | 1968  | 1975  | 1982  | 1990  | 1999 | 2006 | 2011 | 2016 |
| ----- | ----- | ----- | ----- | ----- | ---- | ---- | ---- | ---- |
| 1 229 | 1 232 | 1 438 | 1 279 | 1 090 | 956  | 894  | 892  | 848  |

| 2021 | 2022 | - | - | - | - | - | - | - |
| ---- | ---- | - | - | - | - | - | - | - |
| 845  | 850  | - | - | - | - | - | - | - |

## Lieux et monuments
- Le château de Châteaumorand est situé sur la commune.
- Le monument aux morts de Saint-Martin-d'Estréaux est un des rares monuments aux morts pacifistes français, dédié aux morts de la Première Guerre mondiale.

Sa particularité réside dans les inscriptions qui accompagnent la liste des soldats tués au front : les trois panneaux qui ornent la partie inférieure du monument sont résolument pacifistes.
L’un affirme - détournant la sentence romaine - « Si vis pacem, para pacem » (si tu veux la paix, prépare la paix).
L'autre se termine par « Maudite soit la guerre et ses auteurs ».

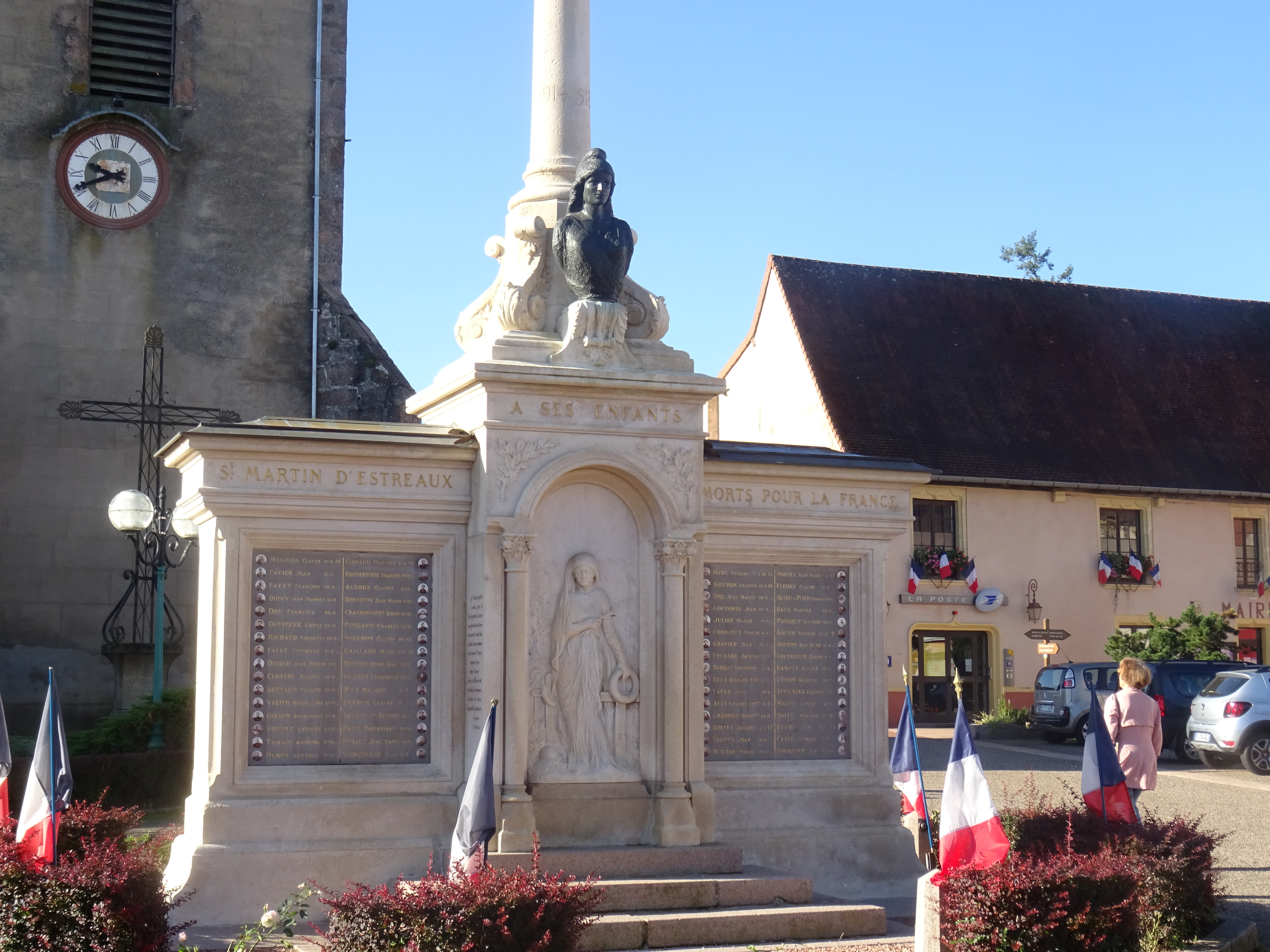
Le monument aux morts.

Le troisième panneau dresse le bilan de la guerre, en détaillant les morts (12 millions) et les souffrances des peuples.

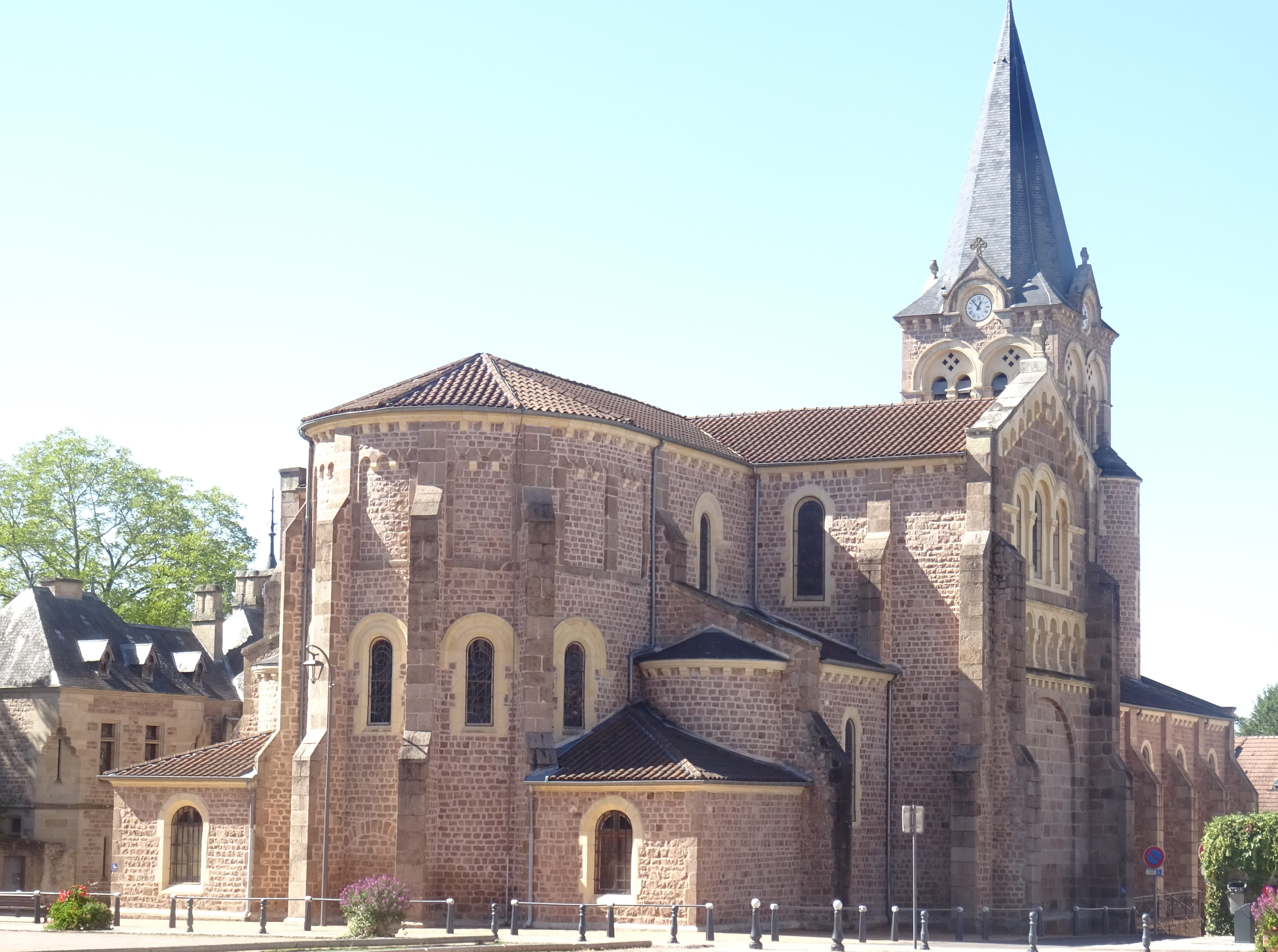
L'église.

- Église Saint-Martin de Saint-Martin-d'Estréaux.

## Personnalités liées à la commune
- Charles-Philibert-Marie-Gaston de Lévis-Mirepoix (1753-1794), général et homme politique, né à Saint-Martin-d'Estréaux.
- Denis Lagoutte y est né le 12 novembre 1799. Il est le créateur, en 1841, de la crème de cassis de Dijon et à l’origine de la célèbre maison Lejay-Lagoute[réf. nécessaire].